# L'Homme qui a brisé ma fille
Pour plus de détails, voir Fiche technique et Distribution.
L'Homme qui a brisé ma fille (No One Would Tell) est un téléfilm américain réalisé par Gail Harvey et diffusé le 16 septembre 2018 sur la chaîne Lifetime. En Belgique, il est diffusé le 26 février 2019 sur La Deux. En Suisse, le téléfilm est diffusé le 2 septembre 2019 sur RTS Un. En France, il est diffusé le 3 septembre 2019 sur TF1. 
Il s'agit d'un remake du téléfilm Un amour étouffant diffusé en 1996.

## Synopsis
Laura Collins, une mère célibataire, est très fière quand sa fille Sarah rencontre Rob Tennison, un sportif très populaire. Mais petit à petit, Laura commence à se méfier de cette relation.

## Fiche technique
- Titre : L'Homme qui a brisé ma fille
- Titre Original : No One Would Tell
- Réalisation : Gail Harvey
- Scénario : Caitlin D. Fryers
- Pays d'origine :  États-Unis
- Langue : anglais
- Genre : Drame
- Durée : 84 minute

## Distribution
- Shannen Doherty (VF : Anne Rondeleux) : Laura Collins
- Mira Sorvino (VF : Danièle Douet) : Juge Elizabeth Hanover
- Matreya Scarrwener (VF : Joséphine Ropion) : Sarah Collins
- Callan Porter (VF : Clément Moreau) : Rob Tennison
- Chanelle Peloso (VF : Ludivine Maffren) : Nikki Farrow
- Ricky He (VF : Juan Llorca) : Gus Cahill
- Ona Grauer (VF : Juliette Degenne) : Gillian Tennison
- Louriza Tronco (VF : Geneviève Doang) : Alexa
- Trezzo Mahoro (VF : Simon Koukissa-Barney) : Zack
- Sarah Grey (VF : Charlotte Campana) : Jacqueline

 Source et légende : version française (VF) sur RS Doublage